# Descent: FreeSpace – The Great War
Descent: FreeSpace — The Great War, більш відома як Conflict: FreeSpace — The Great War в Європі — комп'ютерна відеогра 1998 року в жанрі симулятора космічних битв, розроблена компанією Volition після її відокремлення від компанії Parallax Software, і випущена компанією Interplay Productions. В 2001 році її було портовано на платформу Amiga під іменем FreeSpace: The Great War компанією Hyperion Entertainment.
Гравець опиняється в ролі людини, яка пілотує декілька класів зоряних винищувачів і бореться з ворожими силами: як людьми, так і інопланетянами в різних космічних локаціях, таких як орбіти планет чи пояси астероїдів. Сюжет одиночної кампанії в грі відбувається в 24 столітті в умовах війни між людьми та інопланетянами. Після 14 років боїв війна переривається через вторгнення нової загадкової та войовничої іншопланетної раси. Її геноцидний напад змушує обидві сторони об'єднатись, щоб спільно зупинити загрозу.
Descent: FreeSpace був добре сприйнятий критиками як однокористувацький космічний симулятор, що зумів інтегрувати всі популярні особливості свого жанру: від допоміжного пілота, яким керував компетентний ШІ — до наявності величезних військових кораблів, на фоні яких кораблі гравця здаються карликовими і які ефектно вибухають при знищенні. Багатокористувацький режим гри отримав багато критики, оскільки в ньому були присутні проблеми з розсинхронізацією та неточним відстеження статистичних даних. Доповнення гри під назвою Silent Threat також було випущене в 1998 році, але було сприйнято менш схвально, його сюжет зосереджується на подіях після основної гри. Сиквел до гри «Descent: FreeSpace» під назвою FreeSpace 2 було випущено в 1999 році.

## Сюжет
Події гри відбуваються в 2335 році. На початку сюжету Галактичний Земний Союз (ГЗС, англ. Galactic Terran Alliance, GTA) вже 14 років знаходиться в стані війни з Парламентською Васуданською Імперією (англ. Parliamentary Vasudan Empire). Без попередження в конфлікт втручається третя сторона, представників якої названо шиванами (англ. Shivans). Шивани вороже налаштовані до обох сторін. Їхній величезний флот відзначається невразливим флагманом, який земляни назвали «Люцифер». Шивани погрожують поставити земну і васуданську цивілізації на межу знищення. В результаті, дві ворожі раси змушені поспіхом укласти перемир'я і об'єднатись проти нової загрози, яка перевершує їх як технологічно, так і чисельно. Однак, група фанатичних васудан, які йменують себе «Молотом Світла» намагається завадити союзу, вважаючи, що шивани — це боги, які явились для того, щоб покарати невірних.
Навіть об'єднавшись, земний і васуданський флоти не могли протидіяти більш потужним шиванським кораблям. «Люцифер» обладнаний особливим енергощитом, який не може пробити жодна зброя людей і васудан. Незважаючи на деякі успішні операції, сили обох рас терплять поразки. Зоряні системи землян і васудан одна за одною знищуються шиванським флотом. Зрештою, шивани дістаються до Васуди Прайм — рідного світу васудан — і знищують на ньому усе живе орбітальним бомбардуванням.
Через деякий час після падіння Васуди Прайм, група васуданських вчених, переховуючись від шиван на раніше недослідженій планеті в одній із захоплених шиванами систем, знаходить руїни четвертої, вимерлої, раси, яку дослідники назвали «Древніми». Знайдені в розкопках записи Древніх описують їхню загарбницьку війну в галактиці, зустріч і війну з шиванами, і подальшу поразку та знищення їхньої цивілізації. Окрім цього, в записах Древніх містилась інформація про природу підпростірних порталів, які з'єднують між собою зоряні системи. Саме ці портали дозволяють усім розумним расам здійснювати стрибки між зоряними системами.
Згідно з інформацією Древніх, в підпросторі енергощити не працюють, тому сили ГЗС планують напасти на «Люцифера», який прямує до Сонячної системи під час здійснення стрибка. Есмінець Земного Союзу «Бастіон», відправлений на перехоплення «Люцифера», не встигає добратись то точки переходу в підпростір вчасно і посилає декілька ланок винищувачів та штурмовиків, оснащених новими експериментальними гіперприводами (до цього лише великі кораблі могли самостійно входити в підпростір) в відкритий флагманом шиван підпростірний тунель.
Фінальна місія гри відбувається в підпросторі, під час стрибка «Люцифера» в напрямку Сонячної системи. Позбавлені своїх енергетичних щитів шиванські кораблі супроводу нездатні протистояти більш міцним земним та васуданським штурмовикам. Ланці важких бомбардувальників «Урса» вдається знищити «Люцифер» при виході з підпростору в Сонячній системі. Однак потужний вибух шиванського флагмана знищує єдину точку гіперпереходу системи, тим самим ізолюючи Землю від решти галактики.
Події доповнення «Silent Threat» відбуваються після втрати зв'язку з Сонячною системою. Нова кампанія описує падіння підрозділу Галактичної земної розвідки (англ. Galactic Terran Intelligence), яка повстала проти Земного Союзу і намагається використати шиванські технології в розв'язаному конфлікті. ГЗР вдалось побудувати новий супересмінець «Аїд» — гібрид земних та шиванських технологій. В кінці кампанії він був знищений разом з повстанцями.

## Раси

Скетчі трьох основних рас в грі: Васудани (зверху зліва), Шивани (справа), Земляни (знизу зліва)

### Земляни
У всесвіті «FreeSpace» земляни розселились по галактиці завдяки технології міжзоряних подорожей через підпростір, що дозволило людству створити колонії в багатьох зоряних системах. Це розширення сфери впливу зрештою призвело до контакту, а потім і до конфлікту з расою васуданів, що вилилось в 14-літню війну. Структура земної спільноти організована в Галактичний Земний Союз, який пізніше стане Галактичним Союзом Землян та Васудан (англ. Galactic Terran-Vasudan Alliance).

##### Земні кораблі
Дизайн земних кораблів нагадує аналоги з сучасної наукової фантастики, тобто ефективність більш пріоритетна ніж краса чи естетика. Великі кораблі зазвичай нагадують літаючі ящики, тоді як винищувачі все ще нагадуть своїх атмосферних предків. Штурмовики/бомбардувальники є сумішшю обох типів дизайну. Назви кораблів землян запозичені з давньогрецької міфології.

##### Винищувачі
Земні винищувачі часів війни між Землею і Васудою Прайм значно поступались в потужності двигунів своїм васуданським аналогам, але їхня броня та вогнева міць з лихвою компенсували цей недолік.

### Васудани
Ця висока, двонога раса виникла на суворій планеті Васуда Прайм. Вони — цивілізація філософів, художників та вчених. Васудани занурюють себе в дослідження тих, хто жив до них, представляючи історію не у вигляді лінійної хронології подій, а як простір в якому мешкають як живі так і мертві. Назва раси, можливо, була запозичена з індуїзму, від імені батька Крішни — Васудева.
З точки зору землян, суспільство васудан виглядає заплутаним та ритуалістичним. Самі васудани здаються зарозумілими, віроломними та забобонними. З іншої сторони, васудани часто вважають людей агресивними, параноїдальними та розумово обмеженими. Тридцять років мирного співіснування двох рас допомогли підірвати ці упередження.
Найбільшим досягненням цивілізації васудан вважається їхня мова. Тонкощі, що регулють використання мови лежать поза межами розуміння середньостатистичного землянина. Синтаксис та словниковий запас керуються такими факторами як вік, ранг і каста мовця, час дня та фаза васуданського календаря, а також відносне просторове розташування мовця до Імператора. Мова ще більше ускладнюється використанням декількох алфавітів, десятків дієслівних часів та тисяч діалектів. Вважається, що неправильне використання мови землянами було однією з причин, що розв'язали 19-літню війну. Після заснування союзу землян і васудан всі прикордонні зоряні системи були обладнані машинами-перекладачами, що дозволило землянам і васуданам розуміти один одного.
Так як рідний світ васудан був безкрайньою пустелею, земляни використовували імена з міфології Стародавнього Єгипту для класифікації бойових кораблів васудан під час війни з ними та під час Великої війни. Після перемоги над шиванами, васудани наполягли на продовженні цієї традиції. Їхньому Імператору сподобалась історія Стародавнього Єгипту — особливо довгожительство давньоєгипетської держави. Наслідуючи приклад свого Імператора, васудани почали називати свої бойові кораблі іменами з міфів та історії Стародавнього Єгипту.

### Шивани
Шивани були названі на часть індуїстського бога руйнування і регенерації Шиви. Ця древня, руйнівна раса знищила незліченну кількість космічних рас і вступила в дві війни з землянами та васуданами. Відомо, що шивани мають чорний панцир, пять кінцівок, безліч очей, і, судячи з усього, є кіборгами, що складаються з біоорганічних та машинних частин, до складу яких входить і внутрішня плазмова гармата. Фізично вони дуже сильні і чудово адаптовані до нульової гравітації. Типовий шиван має довжину від 4 до 5 метрів і ріст від 2.5 до 3.5 метрів, залежно від становища.
Лише декілька представників цієї раси вдалось взяти в полон, а всі дослідження в цій галузі закінчились повстанням фракції ренегатів з Земної розвідки після закінчення Великої війни. Результати цих досліджень суворо засекречені.
В «FreeSpace» оповідач — древній — припускає, що шивани мають глибокий зв'язок з підпростором. Очевидно, він є їхнім природнім середовищем. На думку оповідача, шивани помічають будь-яку цивілізацію, що подорожує крізь їхню територію і намагаються знищити її. В кінці гри припускається, що шивани — імунна система галактики. Вони з'являються і знищують будь-яку расу, що створила технологію для переміщення через підпростір. Таким чином, вони запобігають захопленню галактики однією расою. Також припускається, що земляни існують завдяки шиванам, оскільки останні знищили древніх і Земля не була колонізована цією експансивною расою, таким чином дозволивши організмам не Землі розвиватись без впливу зовні.

### Древні
Древні були расою, яка захопила значну частину галатики, включаючи частину сучасних територій землян та васудан. Вони були знищені біля 8000 років тому. Завдяки їхнім просунутим технологіям, ніхто не міг протистояти їхній могутності, доки вони не зустріли шиван. Всі знаряддя та технології древніх виявились безпомічними проти практично непробивних енергощитів цього нового суперника. В результаті тривалої боротьби всі древні були знищені шиванами. Під кінець війни древні все ж знайшли слабке місце в щитовій технології шиван — щити шиван не працюють в підпросторі — і розробили технологію, яка дозволяла відслідковувати кораблі в підпросторі. Але це сталось надто пізно для того, щоб врятувати їхню расу від загибелі.
Очевидно, древні вважали шиван космічними руйнівниками. Вони також вірили, що знищення їхньої раси було актом помсти, за те що вони посміли розширити свої володіння за межі свого місця в космосі.